# Yutaka Oomura
Yutaka Oomura (japanisch 大村 裕 Ōmura Yutaka; * 4. Januar 1925 auf Kyūshū) ist ein japanischer Physiologe und Neurowissenschaftler.

## Leben
Nach dem Studium der Medizin, das er 1947 abschloss, wurde Oomura 1956 als Professor für Physiologie an die Universität Kyūshū in Fukuoka berufen, wechselte aber noch im selben Jahr an die Universität Kagoshima. Seit 1963 war er an der Universität Kanazawa, dann nach 1974 wieder an der Universität Kyūshū tätig. Seine Forschungsgebiete beinhalten die nervale Erregungsleitung und Informationsübertragung auf glatte Muskulatur sowie die Funktionen des Hypothalamus.

## Veröffentlichungen (Auswahl)
- Emotions: Neuronal and Humoral Control. 1986.
- als Co-Autor: Central control of sexual behaviour. In: Brain Research Bulletin. Band 20, 1988, S. 863–870.
- Regulation of Food Intake, Metabolism and Energy Balance. 1991.
- Brain and Biodefence. 1998.

| Personendaten    | Personendaten                      |
| ---------------- | ---------------------------------- |
| NAME             | Oomura, Yutaka                     |
| ALTERNATIVNAMEN  | Ōmura, Yutaka; 大村 裕 (japanisch) |
| KURZBESCHREIBUNG | japanischer Neurowissenschaftler   |
| GEBURTSDATUM     | 4. Januar 1925                     |
| GEBURTSORT       | Kyūshū                             |